# La Coubre (schip, 1948)

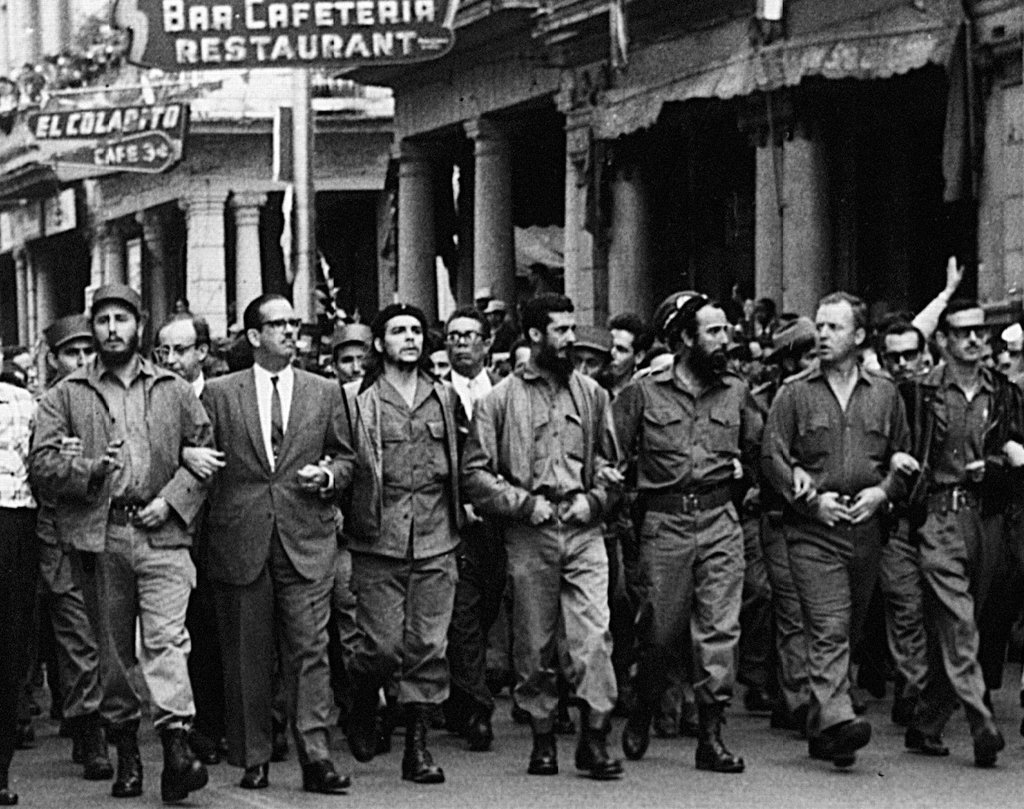
Herdenkingsmars voor de slachtoffers, met helemaal links Fidel Castro, vervolgens Osvaldo Dorticós Torrado en derde van links Che Guevara

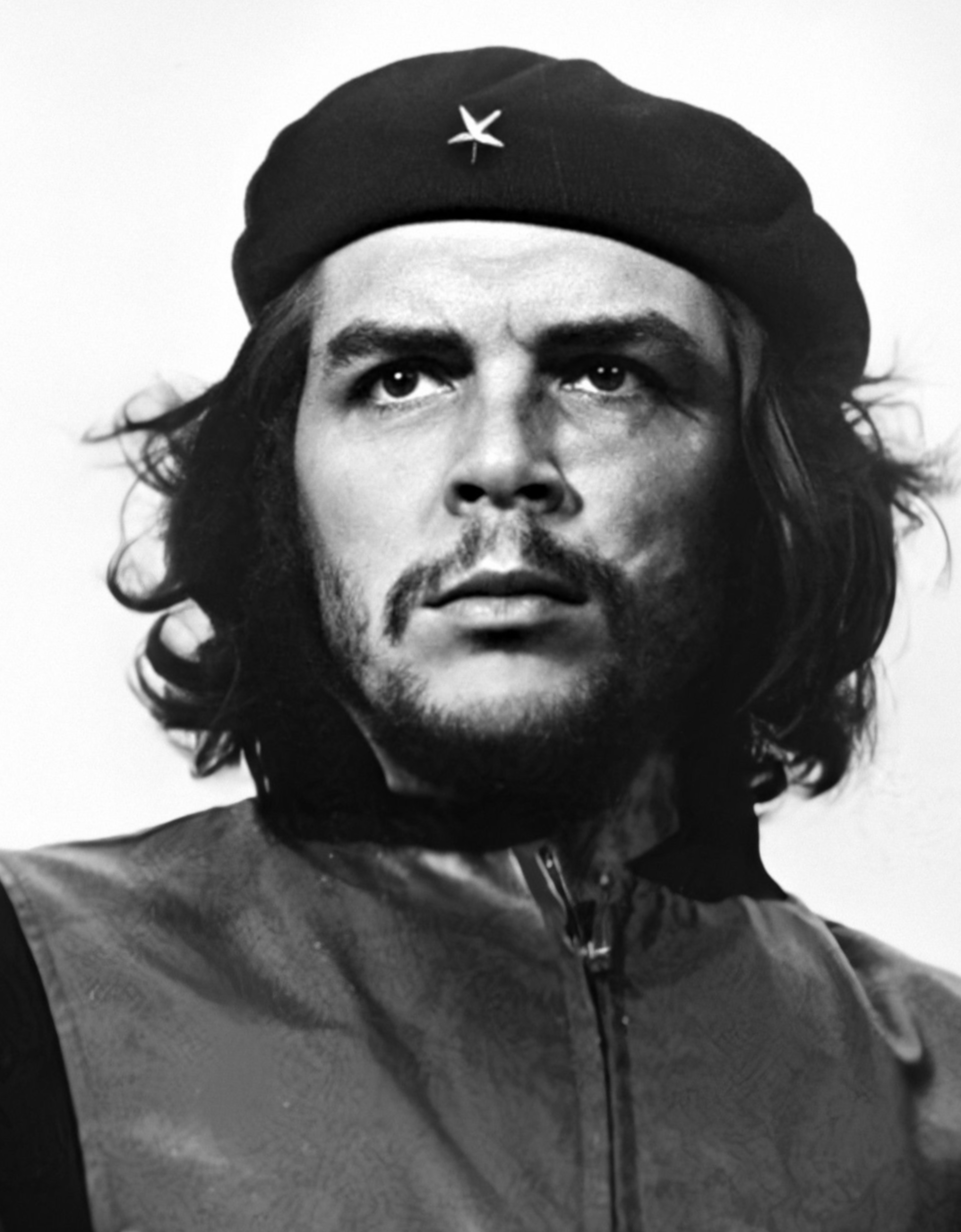
Che Guevara "El Guerrillero heróico"

De La Coubre was een Frans vrachtschip van 4310 ton dat op 4 maart 1960 tweemaal explodeerde en vervolgens uitbrandde in de haven van Havana in Cuba.
Het schip was geladen met 76 ton Belgische artilleriegranaten, handgranaten en vuurwapenpatronen. Tijdens het lossen aan de kade kwam het rond 15.10 uur tot een explosie. Een half uur later, nadat honderden mensen waren toegestroomd om de gewonden te helpen, volgde een tweede, nog krachtiger explosie. De gebeurtenis kostte naar schatting 75 tot 100 personen het leven en er vielen zo'n 200 gewonden.
Het incident vond plaats vlak na de Cubaanse Revolutie van 1959 en nadat de Verenigde Staten Cuba economische sancties begonnen op te leggen. Fidel Castro schoof de schuld al snel in de schoenen van de Amerikaanse geheime dienst, maar hun betrokkenheid is nooit bewezen. Volgens de VS was het een ongeval, te wijten aan het onvoorzichtig omgaan met de munitie. Er was ook het gerucht van sabotage door een anticommunistische havenarbeider. De La Coubre werd naar een droogdok in Havana gesleept en hersteld. Het kreeg onder andere een nieuw achterschip.
In 1961 werd het schip opnieuw in de vaart genomen door de Franse eigenaar Compagnie Générale Transatlantique. In 1972 verkocht die het schip aan Dorothea Shipping Co., Ltd., een reder in Cyprus die het tot Barbara omdoopte. In 1977 kreeg het de naam Notios Hellas en in datzelfde jaar nog Agia Marina.
Op een veiling in oktober 1978 werd het schip verkocht aan Aristos Kaisis Enterprises, Ltd. maar lag zonder werk in Limassol, Cyprus. Het werd doorverkocht aan Spaanse scheepslopers en arriveerde 3 december 1979 achter een sleper in Gandia voor de sloop.

## Trivia
Tijdens de herdenking van de slachtoffers werd door Alberto Korda de beroemde foto van Che Guevara "El Guerrillero heróico" gemaakt.